# Immeuble de La Loire Républicaine
L'immeuble de La Loire Républicaine est un immeuble de Saint-Étienne dans le département de la Loire. Il est inscrit au titre des monuments historiques par arrêté du 29 avril 1991.